# زاهر بن حرام
الصحابي زاهر بن حرام الأشجعي (رضي الله عنه) نسبه إلى بنو أشجع من غطفان من قيس عيلان من مضر العدنانية.
شهد بدراً، وكان يسكن البادية فإذا أتى رسول الله ﷺ لا يأتيه إلا بطرفة فقال رسول الله ﷺ (إن لكل حاضرة بادية، وبادية آل محمد زاهر بن حرام).

## حياته
زاهر بن حرام الأشجعيّ، وحرام والده يقال بالفتح والراء، ويقال بالكسر والزّاي. ووقع في رواية عبد الرزاق بالشكّ.
كان حجازيًّا، يسكنُ البادية في حياةِ رسول الله صَلَّى الله عليه وسلم، فكان لا يأتي رسولَ الله صَلَّى الله عليه وسلم إذا أتاه إلا بطُرْفة يُهْديها إليه. فقال رسول الله صَلَّى الله عليه وسلم: «إِنَّ لِكُلِّ حَاضِرَةٍ بَادِيَةً، وَبَادِيَةُ آلِ مُحَمَّد زَاهِرُ بْنُ حَرَامٍ»(*). ووجده رسولُ الله صَلَّى الله عليه وسلم يومًا بسوق المدينة، فأخذه من ورائه، ووضع يديه على عينيه، وقال: «مَنْ يَشْتَرِي الْعَبْدَ»؟ فأحسّ به زاهرٍ، وفطن أنه رسول الله صَلَّى الله عليه وسلم فقال: إذن تجدني يا رسولَ الله كاسدًا. فقال رسول الله صَلَّى الله عليه وسلم: «بَلْ أَنْتَ عِنْدَ اللَّهِ رَبِيحٌ»(*)، ثم انتقل زاهر بن حرام إلى الكوفة.
المعنى في حديث النبي ﷺ كان يمزح معه بقوله يشتري مني هذا العبد؟
زاهر يبيع «البائع» فأصبح هو الذي يُباع، إنقلب الأمر تماماً.
وكان زاهر بن حرام يحبه النبي لطرافته وظرافته وكان الرسول يتمازح معه حين يقدم عليه ولا يستطيع أحد إضحاك الرسول مثله.